# 氧化铝陶瓷
氧化铝陶瓷（aluminum ceramic），也称刚玉陶瓷（英語：corundum ceramic），是一种以刚玉为主要材料的陶瓷产品。以高强度、高硬度、低密度为特点。